# Giuseppe I d'Asburgo
Giuseppe I d'Asburgo (Vienna, 26 luglio 1678 – Vienna, 17 aprile 1711) è stato imperatore del Sacro Romano Impero dal 1705 fino alla sua morte, nonché re di Ungheria e Boemia e arciduca d'Austria.
Figlio maggiore dell'imperatore Leopoldo I e della sua terza moglie, Eleonora del Palatinato-Neuburg, figlia dell'elettore palatino Filippo Guglielmo, divenne un buon linguista. Nel 1687 ricevette la corona d'Ungheria e divenne re dei Romani il 6 gennaio 1690.

## Biografia

### I primi anni

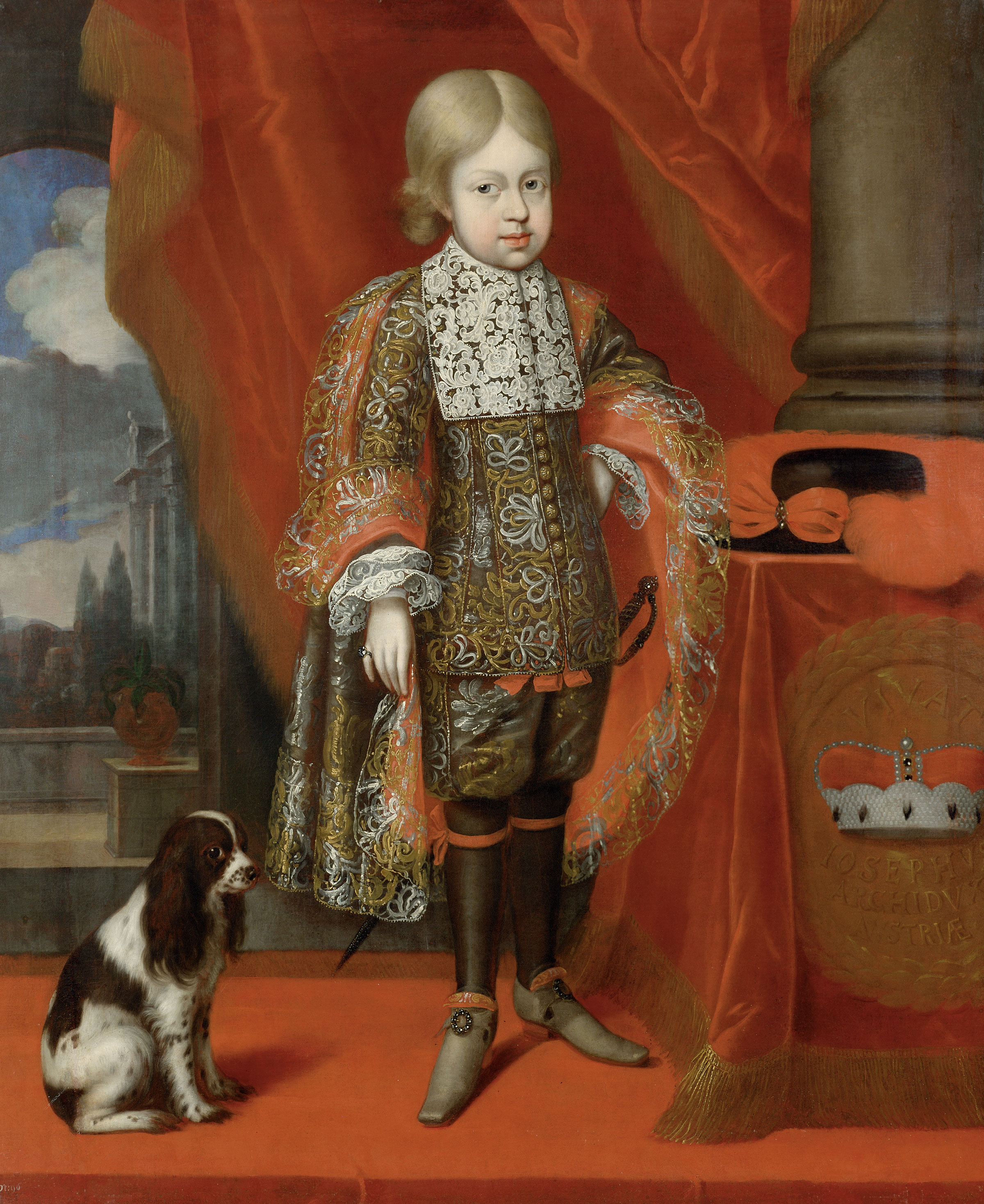
L'Arciduca Giuseppe all'età di sei anni.

Giuseppe era il figlio maggiore dell'Imperatore Leopoldo I e dell'Imperatrice Eleonora del Palatinato-Neuburg. Di lui sappiamo che in gioventù ebbe un'infanzia felice data la posizione di trionfatore che il padre aveva assunto a partire dalla vittoria nella Battaglia di Vienna del 1683. Egli venne allevato come un vero e proprio principe barocco, sviluppando un profondo interesse per la musica che lo portò sovente ad interessarsi in prima persona alla materia come compositore. Appassionato di caccia, al contrario di molti suoi antenati (primo tra tutti suo padre) egli non aveva il caratteristico "mento asburgico" e veniva descritto dagli storici coevi come un ragazzo di una bellezza innata, con occhi azzurri e capelli biondo-ramati.
Sin da piccolo, Giuseppe I venne affidato dal padre a Carlo Teodoro di Salm, governante di un piccolo principato nei pressi del Reno, di fede protestante e studioso di filosofia. Questo fatto aveva suscitato grande scalpore, in quanto in quell'epoca la Chiesa stava dando l'immagine di sé stessa come di un'entità trionfante dopo le vittorie politiche della fine del XVII secolo, e la fede protestante del nuovo tutore del futuro imperatore preoccupò in particolare i Gesuiti, che lo accusarono di essere segretamente un giansenista.
Lo studio della politica, però, gli veniva impartito direttamente da suo padre l'Imperatore, che cercò sempre più di ravvicinarlo agli ambienti della politica, ancora molto giovane.

### Re d'Ungheria e capo dei riformatori

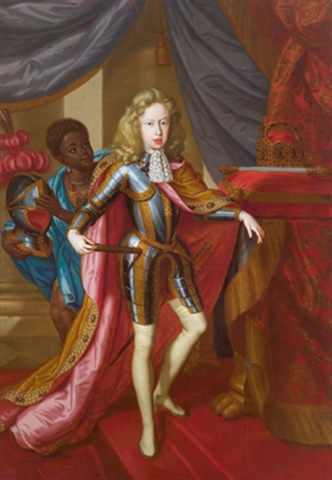
Giuseppe I, negli abiti imperiali come Re d'Ungheria.

Giuseppe venne incoronato Re d'Ungheria quando aveva appena nove anni, nel 1687, per volere del padre che lo giudicava un ragazzo intelligente e dal talento versatile. Egli continuava intanto i propri studi, divenendo un eccellente conoscitore di lingue straniere come del resto era il padre. Peraltro, il suo insegnante di religione Franz Ferdinand von Rummel aveva spinto Giuseppe I a considerare l'importanza di mantenere separata la religione dallo Stato, il che non fece altro che acuire le distanze con alcuni ambienti cattolici che arrivavano a soffocare quasi il potere imperiale. Anche l'insegnante di storia e politica, Wagner von Wagnerfels, lo fece propendere per una minore influenza religiosa nelle sue decisioni politiche.
Giuseppe sapeva bene che mantenere questo atteggiamento gli avrebbe resi invisi molti ambienti di corte, ma riteneva che tale politica fosse da perseguire in quanto il governo di uno Stato doveva dichiararsi indipendente da una qualsiasi influenza religiosa, che lo avrebbe portato in un modo o nell'altro ad attuare ingiustizie e discriminazioni. Allo scoppio della Guerra di successione spagnola, venne compreso dal padre nel consiglio di guerra e come tale partecipò alla presa della fortezza di Landau, guadagnandosi non solo la stima dei generali dell'Impero, ma riuscendo ad ottenere alcuni privilegi di rilievo come quello di reggere la presidenza del Consiglio dei ministri in assenza del padre.
A Vienna, però, Giuseppe I era anche il capo del partito dei riformatori (che comprendeva personaggi del calibro del Principe Eugenio di Savoia e altri alti ufficiali che saranno poi i personaggi chiave delle vicende belliche dell'Austria della prima metà del XVIII secolo), i quali auspicavano una ventata d'aria nuova sulla politica imperiale, con l'implemententazione data da nuove riforme.

### Il "Re Sole di Germania"

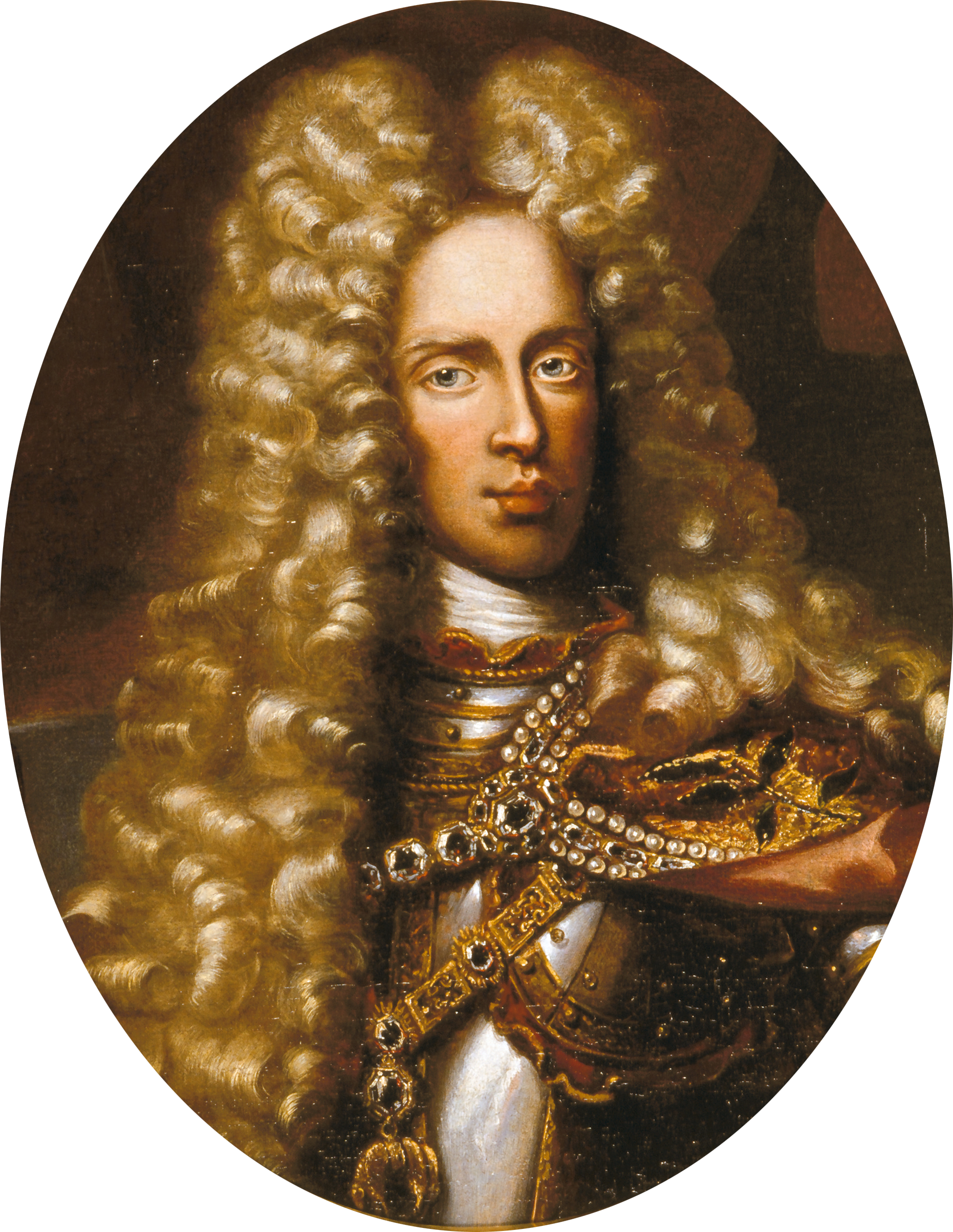
Ritratto di Giuseppe I in armatura

Egli succedette alla morte del padre come Imperatore nel 1705, e questa fu la sua opportunità di governare i domini austriaci e di essere a capo dell'Impero durante gli anni di operato del Principe Eugenio di Savoia, in Italia e Germania o del Duca di Marlborough in Germania e nelle Fiandre, combattendo le armate di Luigi XIV. Durante l'intero periodo del suo regno, l'Ungheria venne attraversata da continui conflitti a causa delle ribellioni capeggiate da Francesco Rákóczi, che continuarono anche quando, in seguito, quest'ultimo si rifugiò ad Istanbul, sotto la protezione dell'Impero ottomano tradizionale nemico dei regni cristiani.
Durante la sua reggenza si servì apertamente dei consiglieri che egli stesso aveva nominato, contando sulla devozione dei suoi più fidi collaboratori soprattutto in campo militare. Per via dei suoi successi militari nell'ambito della Guerra di successione spagnola, venne elogiato largamente anche se la sua attenzione rimaneva concentrata sull'amministrazione interna dell'Austria e dei suoi domini, divenendo presto un tipico governante dell'età barocca.
Egli si concentrò nella costruzione di opere pubbliche come il celebre Kärntnertortheater, riuscendo a competere con la politica di Luigi XIV di Francia che però in quegli stessi anni stava vivendo l'ultima fase del suo decennale governo in Francia, confronto che venne ricercato anche nella costruzione di splendidi palazzi come quello di Schönbrunn che arrivò ad un certo punto a competere con Versailles benché molto diverso da quello attuale di epoca teresiana. Egli poté raggiungere questi obbiettivi anche grazie alla collaborazione di artisti come Johann Bernhard Fischer von Erlach che contribuì a far apparire l'Imperatore come il "Re Sole di Germania", anche se questo fatto pesò non poco sulle casse dello Stato che annualmente investiva circa 30.000 talleri solo per mantenere le spese dei lussi della corte di Vienna e gli oltre 300 musicisti che erano impiegati per allietare le serate dell'Imperatore (però relativamente poco se si pensa che Luigi XIV ne spendeva quasi 250.000).
Sensibile al progresso e alle scienze, Giuseppe I si interessò alla fondazione di nuove accademie in tutto l'Impero, garantendosi la fiducia del popolo con elargizioni e opere pubbliche, all'insegna del suo motto personale "Amore et timore" (con l'amore e col timore).

### Le riforme

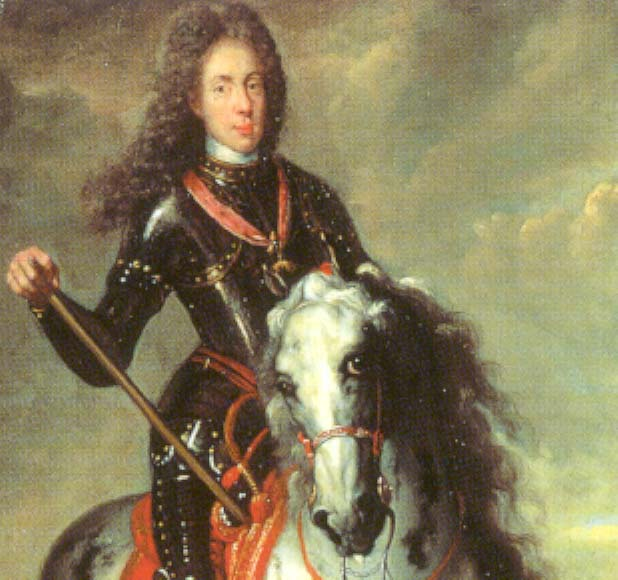
Eugenio di Savoia, uno dei più fervidi collaboratori e amici dell'Imperatore Giuseppe I.

Giuseppe I, al contrario del padre, era fermamente convinto, come abbiamo visto, che anche all'Austria necessitassero profonde riforme nella conduzione dello Stato. Egli iniziò il proprio progetto riformista proprio dal gabinetto di stato, ove pose persone del suo partito e di sua fiducia, a cui si assommò la riforma dei consiglieri segreti che vennero ridotti da 150 a soli 33 membri, che venivano sentiti in caso di necessità dall'Imperatore, il quale li riceveva suddivisi in otto piccole conferenze anziché in un'unica seduta plenaria. L'unica obbligazione che veniva imposta circa i membri di questi consigli è che fossero esperti nel loro campo e che avessero dato effettiva prova di abilità delle loro doti o che si fossero dimostrati valenti nel campo degli affari esteri o in questioni militari. Il coordinatore di questo nuovo gabinetto divenne, come molti avevano previsto, il Principe di Salm, il quale aveva l'ordine di curarne la direzione rispondendone direttamente all'Imperatore stesso.
Questo speciale consiglio curava inoltre i rapporti esteri con Scandinavia, Polonia, Ungheria, Francia, Inghilterra, Paesi Bassi, Spagna, Portogallo, stati italiani, Svizzera, Turchia e Russia e curava gli affari più delicati del Sacro Romano Impero. Nel 1709, per motivi di salute e data l'età avanzata, il Principe di Salm si dimise dall'incarico concessogli pochi anni prima e aumentò ancora di più l'ingerenza dell'Imperatore negli affari di stato, il quale pose il Principe Johann Leopold Donat von Trautson (1659-1724) quale successore del Principe di Salm, oltre al Principe Eugenio di Savoia e al Conte di Sinzendorf, per occuparsi delle questioni politiche.
Il problema più immediato in quell'anno era di natura economica e riguardava ovviamente le spese che l'Impero stava sostenendo nella Guerra di successione spagnola; la somma necessaria era di 27.000.000 di talleri che potevano essere ricavati dalla tassazione, sennonché si era calcolato che la corruzione degli esattori avesse impedito la riscossione di 9.000.000 di talleri, che in anni così critici avrebbero aiutato le finanze statali a sostenere le spese belliche con più facilità. Si iniziò così una dura lotta all'evasione fiscale, che andò a colpire soprattutto le grandi città come Vienna ove il fenomeno era alquanto diffuso.
D'altro canto, si pensò di inserire un'"accisa universale", una tassa da devolvere a favore dello Stato che colpisse tutti i ceti sociali indifferentemente, di modo che tutti potessero contribuire al benessere dello Stato nella loro misura. Questa però venne accolta positivamente solo dalla Slesia dove l'influenza dell'Imperatore e dei suoi ministri era particolarmente forte. Il punto forte della sua politica economica si basò quindi essenzialmente sulla detenzione delle tasse presenti e sulla proposta di nuove tasse che andarono a colpire persino il clero, che venne obbligato a versare un "contributo volontario", devoluto pro forma all'Imperatore in forma di omaggio, così da garantire che tutti, fatte salve le esenzioni ecclesiastiche, versassero questa tassa.
Questa politica ebbe un enorme successo e Giuseppe nel 1708 poté registrare delle entrate per la corona variabili tra i 16 e i 17 milioni di talleri. Le tasse vennero estese anche ai territori della Baviera occupata dalle truppe imperiali, il che fruttò una cifra stimabile dagli 1,2 agli 1,5 milioni di talleri annui. Altri 4-5 milioni di talleri vennero dall'occupazione della Lombardia, sicché il governo riuscì a cancellare i debiti che aveva contratto con diversi banchieri tedeschi.
Altra battaglia che Giuseppe I combatté fu quella ai diritti feudali sulle terre coltivate. Egli riteneva infatti che questo lascito del Medioevo fosse indegno di coesistere con una società moderna e dinamica e che fosse dunque necessario eliminarlo. Nel 1709 emanò a tal fine un decreto in tal senso, che gli attirò le critiche dei proprietari terrieri dell'aristocrazia austriaca, intenzionati a non cedere i propri secolari privilegi a causa delle nuove idee dell'Imperatore. Giuseppe I, ad ogni modo, decise di prendere le redini dell'iniziativa e provò con un piccolo esperimento: le terre agricole dei ducati di Liegnitz, Brieg e Wohlau vennero divise tra i coltivatori dell'area: questo provò che in un anno, non solo le produzioni erano aumentate, ma si erano anche diversificate, il che lo fece osannare dalla popolazione, che inviò numerose delegazioni a corte per implorare l'Imperatore affinché facesse cessare per sempre il regime feudale visti i risultati positivi della sua politica agricola.

### Morte e successione

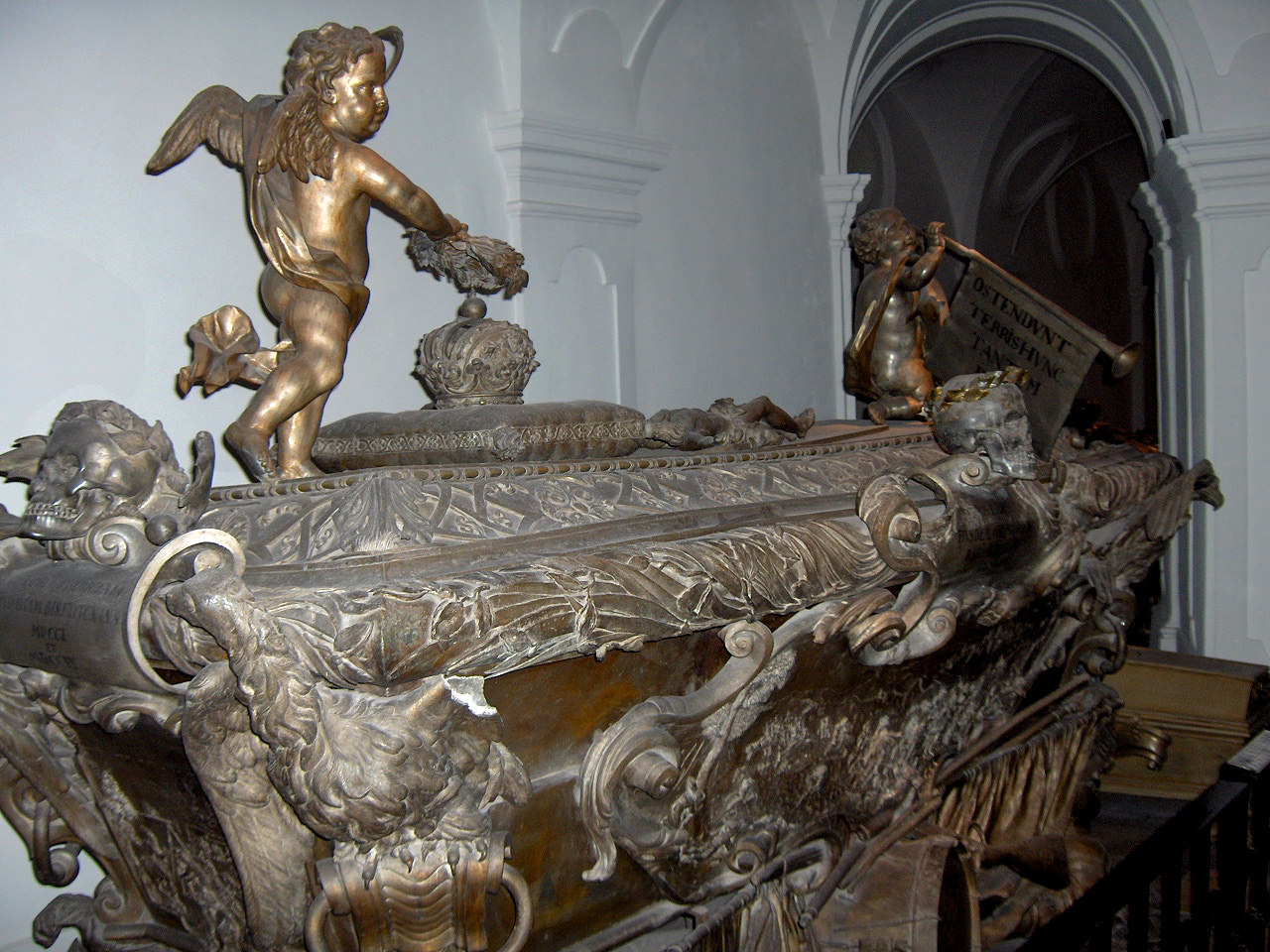
Tomba di Giuseppe I nella Cripta dei Cappuccini di Vienna.

Nella primavera del 1711 una terribile epidemia di vaiolo investì l'Austria e lo stesso imperatore ne rimase afflitto, riuscendo apparentemente a riprendersi abbastanza bene. Il tracollo iniziò l'8 aprile di quello stesso anno quando l'Imperatore si trovava a caccia nella foresta viennese, quando ad un tratto i segni della sua malattia apparvero evidenti. L'Imperatore morì il 17 aprile.
Con la sua morte, non avendo egli avuto eredi maschi, il trono passò a suo fratello Carlo, in quel momento aspirante anche al trono di Spagna e impegnato nella relativa guerra di successione spagnola, che vide quindi la possibilità di riunire le due corone sotto lo scettro austriaco (ciò non avverrà in quanto il trono di Spagna finì a Filippo d'Angiò). La figlia maggiore di Giuseppe I, Maria Giuseppa, avanzò delle pretese di successione, ma all'epoca non era ancora possibile la successione femminile. Ciò avverrà con la figlia di Carlo, Maria Teresa, a seguito della guerra di successione austriaca. Per sua volontà testamentaria, l'Imperatore lasciò 500.000 talleri all'amante, Marianne Pallfy.
La figlia primogenita Maria Giuseppa aveva sposato il futuro principe elettore Federico Augusto II di Sassonia, mentre l'altra sua figlia, Maria Amalia, sposò Carlo Alberto di Baviera, anch'egli principe elettore, il quale scatenerà la Guerra di Successione austriaca avanzando pretese al trono imperiale e riuscendo egli stesso a farsi incoronare e a regnare per tre anni col nome di Carlo VII.
Dopo le esequie, il 20 aprile 1711 l'Imperatore venne sepolto nella Cripta Imperiale di Vienna (dove ancora oggi la sua salma riposa), nel sarcofago n. 35, scolpito da Johann Lucas von Hildebrandt e decorato con illustrazioni delle molte battaglie della Guerra di successione spagnola, conflitto che aveva caratterizzato la vita e il governo stesso di Giuseppe I.

## Matrimonio e discendenza
Nel 1699, Giuseppe sposò Guglielmina Amalia, figlia del duca Giovanni Federico di Brunswick-Lüneburg e di Benedetta Enrichetta del Palatinato. La coppia ebbe tre figli:
- Maria Giuseppa (8 dicembre 1699 - 17 novembre, 1757). Sposò Augusto III di Polonia;
- Leopoldo Giuseppe (29 ottobre 1700 - 4 agosto 1701);
- Maria Amalia (22 ottobre 1701 - 11 dicembre 1756). Sposò Carlo VII di Baviera.

## Ascendenza
|                                     |                                           |                                      | Genitori                          |  |  | Nonni |  |  | Bisnonni                |  |  | Trisnonni          |  |
|                                     |                                           |                                      |                                   |  |  |       |  |  | Ferdinando II d'Asburgo |  |  | Carlo II d'Austria |  |
|                                     |                                           |                                      |                                   |  |  |       |  |  | Ferdinando II d'Asburgo |  |  | Carlo II d'Austria |  |
|                                     |                                           | Maria Anna di Baviera                |                                   |  |  |       |  |  | Ferdinando II d'Asburgo |  |  |                    |  |
| Ferdinando III d'Asburgo            |                                           |                                      |                                   |  |  |       |  |  | Ferdinando II d'Asburgo |  |  |                    |  |
|                                     |                                           | Maria Anna di Baviera                | Guglielmo V di Baviera            |  |  |       |  |  |                         |  |  |                    |  |
|                                     |                                           | Maria Anna di Baviera                | Guglielmo V di Baviera            |  |  |       |  |  |                         |  |  |                    |  |
|                                     |                                           | Maria Anna di Baviera                | Renata di Lorena                  |  |  |       |  |  |                         |  |  |                    |  |
| Leopoldo I d'Asburgo                |                                           | Maria Anna di Baviera                |                                   |  |  |       |  |  |                         |  |  |                    |  |
|                                     |                                           | Filippo III di Spagna                | Filippo II di Spagna              |  |  |       |  |  |                         |  |  |                    |  |
|                                     |                                           | Filippo III di Spagna                | Filippo II di Spagna              |  |  |       |  |  |                         |  |  |                    |  |
|                                     |                                           | Filippo III di Spagna                | Anna d'Austria                    |  |  |       |  |  |                         |  |  |                    |  |
| Maria Anna di Spagna                |                                           | Filippo III di Spagna                |                                   |  |  |       |  |  |                         |  |  |                    |  |
|                                     |                                           | Margherita d'Austria-Stiria          | Carlo II d'Austria                |  |  |       |  |  |                         |  |  |                    |  |
|                                     |                                           | Margherita d'Austria-Stiria          | Carlo II d'Austria                |  |  |       |  |  |                         |  |  |                    |  |
|                                     |                                           | Margherita d'Austria-Stiria          | Maria Anna di Baviera             |  |  |       |  |  |                         |  |  |                    |  |
| Giuseppe I d'Asburgo                |                                           | Margherita d'Austria-Stiria          |                                   |  |  |       |  |  |                         |  |  |                    |  |
|                                     | Volfango Guglielmo del Palatinato-Neuburg | Filippo Luigi del Palatinato-Neuburg |                                   |  |  |       |  |  |                         |  |  |                    |  |
|                                     | Volfango Guglielmo del Palatinato-Neuburg | Filippo Luigi del Palatinato-Neuburg |                                   |  |  |       |  |  |                         |  |  |                    |  |
|                                     | Volfango Guglielmo del Palatinato-Neuburg | Anna di Jülich-Kleve-Berg            |                                   |  |  |       |  |  |                         |  |  |                    |  |
| Filippo Guglielmo del Palatinato    | Volfango Guglielmo del Palatinato-Neuburg |                                      |                                   |  |  |       |  |  |                         |  |  |                    |  |
|                                     |                                           | Maddalena di Baviera                 | Guglielmo V di Baviera            |  |  |       |  |  |                         |  |  |                    |  |
|                                     |                                           | Maddalena di Baviera                 | Guglielmo V di Baviera            |  |  |       |  |  |                         |  |  |                    |  |
|                                     |                                           | Maddalena di Baviera                 | Renata di Lorena                  |  |  |       |  |  |                         |  |  |                    |  |
| Eleonora del Palatinato-Neuburg     |                                           | Maddalena di Baviera                 |                                   |  |  |       |  |  |                         |  |  |                    |  |
|                                     |                                           | Giorgio II d'Assia-Darmstadt         | Luigi V d'Assia-Darmstadt         |  |  |       |  |  |                         |  |  |                    |  |
|                                     |                                           | Giorgio II d'Assia-Darmstadt         | Luigi V d'Assia-Darmstadt         |  |  |       |  |  |                         |  |  |                    |  |
|                                     |                                           | Giorgio II d'Assia-Darmstadt         | Maddalena di Brandeburgo          |  |  |       |  |  |                         |  |  |                    |  |
| Elisabetta Amalia d'Assia-Darmstadt |                                           | Giorgio II d'Assia-Darmstadt         |                                   |  |  |       |  |  |                         |  |  |                    |  |
|                                     |                                           | Sofia Eleonora di Sassonia           | Giovanni Giorgio di Brandeburgo   |  |  |       |  |  |                         |  |  |                    |  |
|                                     |                                           | Sofia Eleonora di Sassonia           | Giovanni Giorgio di Brandeburgo   |  |  |       |  |  |                         |  |  |                    |  |
|                                     |                                           | Sofia Eleonora di Sassonia           | Maddalena Sibilla di Hohenzollern |  |  |       |  |  |                         |  |  |                    |  |
|                                     |                                           | Sofia Eleonora di Sassonia           |                                   |  |  |       |  |  |                         |  |  |                    |  |